# Бугаёв, Дмитрий Яковлевич
Дмитрий Яковлевич Бугаёв (бел. Дзмітрый Якаўлевіч Бугаёў; 12 января 1929 — 28 декабря 2017) — советский и белорусский литературовед, критик. Кандидат филологических наук (1960), профессор (1987). Лауреат Государственной премии Белорусской ССР имени Якуба Коласа (1984) (за книгу «Талент і праца»). Лауреат Почетной грамоты Верховного Совета Белорусской ССР. Член СП СССР (1961). Член Белорусского ПЕН-центра (1989).

## Биография
Родился 12 января 1929 года в крестьянской семье в деревне Сычик (ныне Кричевский район, Могилёвская область, Беларусь). Окончил Могилёвское педагогическое училище (1948), факультет языка и литературы Могилевский педагогический институт (1952), аспирантуру при Минском педагогическом институте имени М. Горького.
В 1948 году работал учителем в семилетней школе. В 1955—1959 годах преподавал белорусскую литературу в Мозырском педагогическом институте. В 1959—1964 годах — научный сотрудник Института литературы имени Я. Купалы Академии наук Белорусской ССР.
С 1964 года — доцент, с 1987 года — профессор Белорусского государственного университета им. В. И. Ленина.

## Научная деятельность
Занимался исследованием вопросов современного белорусского литературного процесса, художественного стиля.